# Drosophila comosa
Drosophila comosa är en tvåvingeart som beskrevs av Wheeler 1968. Drosophila comosa ingår i släktet Drosophila och familjen daggflugor.
Artens utbredningsområde är Costa Rica.